# Herbert Backe
Herbert Backe, född den 1 maj 1896 i Batumi, död den 6 april 1947 i Nürnberg, var en tysk nazistisk politiker. Han var riksnäringsminister från 1942 till 1945 och SS-Obergruppenführer, knuten till Centralbyrån för ras och bosättning.

## Biografi
Backe var statssekreterare vid riksnäringsministeriet (Reichsernährungsministerium) från 1933 till 1942, då han efterträdde Walther Darré som riksnäringsminister och riksbondeledare.
Backe var upphovsman till den så kallade hungerplanen (tyska der Hungerplan, även benämnd der Backe-Plan), vilken innebar att befolkningen i de av Nazityskland ockuperade territorierna inom Generalplan Ost skulle utsättas för hungersnöd. Lokalbefolkningen skulle svälta för att försäkra den tyska civilbefolkningen och de tyska trupperna om livsmedel. Den amerikanske historikern Timothy Snyder beräknar, att omkring 4,2 miljoner ryssar, vitryssar och ukrainare svalt ihjäl under den tyska ockupationen 1941–1944 som en direkt följd av hungerplanen.
Backe skulle ha åtalats vid den så kallade Ministerierättegången 1948–1949, men han hängde sig i sin cell i Nürnberg i april 1947.